# Lançamento limitado
Lançamento limitado, na indústria cinematográfica estadunidense, é uma estratégia de marketing de lançar previamente um filme a seletos teatros no país, geralmente nos principais metropolitanos, antes de disponibilizá-lo para todo o território nacional.
Muitas vezes, a edição limitada é utilizada para medir o apelo de filmes pouco convencionais, como documentários, filmes independentes e filmes artísticos. Uma prática comum dos estúdios de cinema é lançar filmes aclamados pela crítica pouco antes de 31 de dezembro em Los Angeles, a fim de qualificar e também validar aquela obra à indicação ao Oscar do ano seguinte; em seguida, são lançados para um público mais amplo em janeiro ou fevereiro, antes da cerimônia.
No Japão, é comum que a prática do 'lançamento limitado' ocorra na indústria musical.